# Withering to Death.
Withering to death. – piąty album japońskiej grupy Dir En Grey wydany w 2005. Wszystkie teksty napisał Kyo.

## Lista utworów
1. Merciless Cult (2:55)
2. C (3:30)
3. Saku (朔-saku-; 2:57)
4. Kodoku ni Shisu, Yueni Kodoku. (孤独に死す、故に孤独。; 3:25)
5. Itoshisa wa Fuhai Nitsuki (愛しさは腐敗につき; 4:15)
6. Jesus Christ R'n R (4:00)
7. Garbage (2:49)
8. Machiavellism (3:16)
9. Dead Tree (4:50)
10. The Final (4:13)
11. Beautiful Dirt (2:33)
12. Spilled Milk (3:44)
13. Higeki ha Mabuta wo Oroshita Yasashiki Utsu (悲劇は目蓋を下ろした優しき鬱; 5:08)
14. Kodou (鼓動; 3:39)